# Jarosław II
Jarosław II Wsiewołodowicz (ur. 8 lutego 1191 w Peresławiu Zaleskim, zm. 30 września 1246 w Karakorum) – książę Nowogrodu (1215, 1221–1223, 1224–1228, 1230–1236), wielki książę kijowski (1236–1238), wielki książę włodzimierski (1238–1246). Syn Wsiewołoda III Wielkie Gniazdo i czeskiej księżny Marii Szwarnówny (?).

## Życiorys
W 1206 r. Węgrzy zaoferowali mu objęcie tronu książęcego w Haliczu. Jarosław natychmiast ruszył w drogę, ale o 3 dni wyprzedził go książę putywelski Włodzimierz Igoriewicz.
Ojciec m.in. Aleksandra Newskiego, Andrzeja, Wasyla, Michała i Jarosława, księcia twerskiego.